# Liste der Bodendenkmäler in Seeshaupt
Auf dieser Seite sind die Bodendenkmäler in der oberbayerischen Gemeinde Seeshaupt zusammengestellt. Diese Tabelle ist eine Teilliste der Liste der Bodendenkmäler in Bayern. Grundlage ist die Bayerische Denkmalliste, die auf Basis des Bayerischen Denkmalschutzgesetzes vom 1. Oktober 1973 erstmals erstellt wurde und seither durch das Bayerische Landesamt für Denkmalpflege geführt wird. Die folgenden Angaben ersetzen nicht die rechtsverbindliche Auskunft der Denkmalschutzbehörde.

## Bodendenkmäler der Gemeinde

### Bodendenkmäler in der Gemarkung Magnetsried
| Lage                   | Objekt | Akten-Nr.     | Bild           |
| ---------------------- | --- | ------------- | -------------- |
| Magnetsried (Standort) | Untertägige spätmittelalterliche und frühneuzeitliche Befunde im Bereich der Katholischen Filialkirche Mariä Himmelfahrt in Jenhausen und ihres Vorgängerbaus. Siehe auch: Mariä Himmelfahrt (Jenhausen), Jenhausen | D-1-8133-0070 | weitere Bilder |
| Magnetsried (Standort) | Untertägige spätmittelalterliche und frühneuzeitliche Befunde im Bereich der Katholischen Filialkirche St. Margaretha in Magnetsried und ihres Vorgängerbaus. Siehe auch: St. Margaretha (Magnetsried), Magnetsried | D-1-8133-0072 | weitere Bilder |

### Bodendenkmäler in der Gemarkung Seeshaupt
| Lage                               | Objekt | Akten-Nr.     | Bild                                                      |
| ---------------------------------- | --- | ------------- | --------------------------------------------------------- |
| Seeshaupt Hauptstraße 9 (Standort) | Untertägige mittelalterliche und frühneuzeitliche Befunde im Bereich der Katholischen Pfarrkirche St. Michael in Seeshaupt und ihrer Vorgängerbauten. Siehe auch: St. Michael (Seeshaupt)                                                                          | D-1-8133-0068 | weitere Bilder                                            |
| Seeshaupt (Standort)               | Untertägige mittelalterliche und frühneuzeitliche Befunde im Bereich der Katholischen Kapelle St. Maria Magdalena in Hohenberg und ihres Vorgängerbaus. Siehe auch: Hohenberg (Seeshaupt)                                                                          | D-1-8133-0075 | Untertägige mittelalterliche und frühneuzeitliche Befunde |
| Seeshaupt (Standort)               | Untertägige frühneuzeitliche Befunde im Bereich der Katholischen Kapelle St. Jakobus d. Ä. in Seeseiten. Siehe auch: St. Jakobus (Seeseiten) | D-1-8133-0076 | weitere Bilder                                            |
| Seeshaupt (Standort)               | Untertägige spätmittelalterliche und frühneuzeitliche Befunde im Bereich der Katholischen Kapelle St. Georg in Pollingsried und ihres Vorgängerbaus sowie Wüstung des späten Mittelalters und der frühen Neuzeit (Pollingsried). Siehe auch: Pollingsried, Wüstung | D-1-8233-0150 | weitere Bilder                                            |